# Le Bien-être et la Paix
Albums de Mass Hysteria
Live
(1998)
Le Bien-être et la Paix est le 1er album studio du groupe de metal industriel français Mass Hysteria, sorti le 11 mars 1997.

## Liste des titres
1. L'Homme qui en savait trop rien - 4:16
2. Knowledge is power - 2:56
3. Mass protect - 3:53
4. Shine - 3:22
5. L'Effet papillon - 3:27
6. Donnez-vous la peine - 3:42
7. Hard corps - 1:54
8. Gone - 5:22
9. Respect to the dance-floor - 3:00
10. Unique - 3:22
11. MH2 - 3:16
12. Knowledge is power (New Year's Remix) - 4:06

## Crédits
- Mouss Kelai — chant
- Yann Heurtaux — guitare
- Erwan Disez — guitare
- Stéphan Jaquet — basse
- Raphaël Mercier — batterie
- Overload System — samples et programmes

- André Gielen — réalisation artistique, production
- Laure Maud / Lolit@ — artwork